# Sergueï Nevski
Sergueï Arsenievitch Nevski (en russe : Серге́й Арсе́ньевич Не́вский) est un botaniste russe, né en 1908 et mort en 1938.